# Sceloporus woodi
Sceloporus woodi este o specie de șopârle din genul Sceloporus, familia Phrynosomatidae, descrisă de Stejneger 1918. A fost clasificată de IUCN ca specie cu risc scăzut. Conform Catalogue of Life specia Sceloporus woodi nu are subspecii cunoscute.